# Jesse Moss (acteur)
Pour les articles homonymes, voir Moss.
Ne doit pas être confondu avec Jesse Moss (réalisateur).
Jesse Moss, né le 4 mai 1983 à Vancouver, est un acteur canadien.

## Filmographie

### Cinéma
- 1994 : Le Petit lapin charmant : Voix (Vidéo)
- 1994 : Leo le lion, roi de la jungle : Voix (Vidéo)
- 1994 : Pocahontas : Voix (Vidéo)
- 1994 : Cendrillon : Voix (Vidéo)
- 1994 : A Christmas Carol : Voix (Vidéo)
- 1995 : Le Livre de la jungle : Voix (Vidéo)
- 1995 : Hercules : Voix (Vidéo)
- 1995 : Heidi : Voix (Vidéo)
- 1995 : Curly, le petit chien : Voix (Vidéo)
- 1995 : Blanche Neige : Voix (Vidéo)
- 1995 : Le prince noir : Voix (Vidéo)
- 1995 : Le petit chaperon rouge : Voix (Vidéo)
- 1995 : Casse Noisette : Voix (Vidéo)
- 1995 : Alice au pays des merveilles : Voix (Vidéo)
- 1995 : Le Secret de Bear Mountain (Gold Diggers: The Secret of Bear Mountain) : Adam
- 1995 : Le Bonhomme de neige : Voix (Vidéo)
- 1995 : La belle au bois dormant : Voix (Vidéo)
- 1996 : Le Bossu de Notre-Dame : Voix (Vidéo)
- 1998 : Mummies Alive! The Legend Begins (en) : Voix (Vidéo)
- 1998 : Nightmare in Big Sky Country : Dwain
- 2000 : Ginger Snaps : Jason
- 2001 : Prozac Nation : Sam
- 2002 : Le choix de l'amour : Michael Yaeger ( Téléfilm )
- 2004 : Love on the Side : Dwayne
- 2004 : Have You Heard? Secret Central : Matt Mitchell (Vidéo)
- 2005 : Missing in America : Robert W. Gardner
- 2006 : Destination finale 3 : Jason Wise
- 2007 : Partition : Andrew Stilwell
- 2008 : Free Style : Justin Maynard
- 2009 : Les Intrus : Matt
- 2009 : Wild Cherry : Brad "Skeets" Skeetowski
- 2010 : Tucker et Dale fightent le mal : Chad
- 2010 : Serial Killer Clown : Ce cher Mr Gacy : Jason Moss
- 2011 : The Big Year : Darren
- 2013 : 13 Eerie : Patrick
- 2013 : Vikingdom : L'Éclipse de sang : Frey
- 2014 : Extraterrestrial : Seth
- 2015 : Des miracles en cadeau : Nathan

### Télévision

#### Séries télévisées
- 1991-1992 : Capitaine Z et la patrouille des rêves (25 épisodes) : Voix additionnelles
- 1993 : Double Dragon (12 épisodes) : Voix
- 1994 : L'Odyssée fantastique ou imaginaire (saison 2, épisode 12) : The Fatman
- 1994 : L'As de la crime (saison 3, épisode 21) : Freddy
- 1994 : La Légende d'Hawkeye (saison 1, épisode 7) : Wind Shadow
- 1994 : Highlander (saison 3, épisode 7) : Sean
- 1994-1997 : ReBoot (11 épisodes) : Enzo Matrix / Slimey Goober
- 1995-2001 : Au-delà du réel : L'avenuture continue (épisodes 1x11 / 3x17 / 7x16) : Jason Stewart / Sean Tenzer
- 1995 : Fais-moi peur ! (épisodes 4x13 / 5x06) : Hank Williamson / Jason
- 1995 : Billy the Cat (saison 1, épisode 1) : Billy
- 1996 : Two (saison 1, épisode 10) : Sam
- 1997 : Poltergeist : Les Aventuriers du surnaturel (saison 2, épisode 17) : Peter Hoth
- 1997 : Mummies Alive! (en) (saison 1, épisode 3) : Voix
- 1997 : Chérie, j'ai rétréci les gosses (saison 1, épisode 11) : Howard
- 1998 : Stories from My Childhood (saison 1, épisode 2) : Voix
- 1998 : Les Aventures des Pocket Dragons (104 épisodes) : Voix additionnelles
- 1999 : Stargate SG-1 (saison 3, épisode 9) : Lieutenant J. Hibbard
- 1999 : Cold Squad, brigade spéciale (saison 3, épisode 8) : Malcolm Steeves
- 2000 : Unité 9 (saison 1, épisode 12) : Zero
- 2001 : Aux frontières de l'étrange (saison 3, épisode 21) : Roland Cunningham
- 2001 : Dark Angel (saison 2, épisode 2) : X6 / Bullett
- 2001 : Just Deal (saison 2, épisode 4) : Kyle
- 2001-2002 : Mary-Kate et Ashley (4 épisodes) : Voix
- 2002 : Les Chemins de l'étrange (saison 2, épisode 17) : Jimmy Miller
- 2002 : Jeremiah (saison 1, épisode 12) : Neal
- 2002 : Beyond Belief: Fact or Fiction (saison 4, épisode 11) : Gary
- 2002 : La Treizième Dimension (saison 1, épisode 1) : Logan Agar
- 2002 : John Doe (saison 1, épisode 6) : Lewis Evans
- 2002 / 2006 : Dead Zone (épisodes 1x07 / 5x04) : Scott / Josh Blake
- 2004 : Tru Calling : Compte à rebours (saison 1, épisode 18) : Matt Baxter
- 2005 : Into the West (saison 1, épisode 3) : Rider #1
- 2005 : Trollz (20 épisodes) : Coal
- 2005-2006 : Firehouse Tales (15 épisodes) : Red
- 2005-2006 : The Collector (4 épisodes) : Ty Kadinski
- 2006 : Alice, I Think (saison 1, épisode 2) : Aubrey
- 2006-2007 : Whistler (26 épisodes) : Quinn McKay
- 2008 : Unité 9 (saison 1, épisode 9) : Zero
- 2008 : Menace Andromède (mini-série, épisode 1) : Jeff Megan
- 2012 : Continuum (saison 1, épisode 4) : Shane Mathers
- 2013-2014 : Retour à Cedar Cove (7 épisodes) : Ian Rendall
- 2014 : Arctic Air (saison 3, épisode 6) : Hank
- 2014 : Motive (saison 2, épisode 12) : Doug Butcher
- 2014 : Strange Empire (saison 1, épisode 2) : Porter
- 2015 : IZombie (saison 1, épisode 6) : Sean Posie
- 2016 : Supernatural (saison 11, épisode 14) : Membre de l'équipe #3
- 2017 : La Boutique des secrets (saison 1, épisode 9) : Manager Rick
- 2017 : Good Doctor (saison 1, épisode 5) : Kevin Wilks
- 2017-2018 : Ghost Wars (12 épisodes) : Député Norm Waters
- 2018 : Aurora Teagarden Mysteries (saison 1, épisode 8) : Dustin Sykes
- 2018 : The Bletchley Circle: San Francisco (saison 1, épisodes 3 & 4) : James Crawford
- 2018-2021 : Morning Show Mysteries (mini-série) : Phil
- 2019 : Les enquêtes du Chronicle (mini-série, épisode 2) : Tim Reynolds
- 2020 : Supergirl (saison 5, épisodes 15 & 17) : Richard Bates
- 2020 : Picture Perfect Mysteries (saison 1, épisodes 2 & 3) : Daniel Drake
- 2021 : Tribal (6 épisodes) : Allistair Drucker

#### Téléfilms
- 1993 : Relentless: Mind of a Killer : Garçon qui court
- 1993 : Judgement Day : The John List Story : Freddie List
- 1993 : Randonnée infernale : Sam Bates
- 1994 : The Legend of the Hawaiian Slammers : Voix
- 1996 : SOS dans les rocheuses : Travis Bagshaw
- 1996 : The Prisoner of Zenda, Inc. : Étudiant
- 1997 : Breaking the Surface: The Greg Louganis Story : Garçon de 14 ans
- 1998 : La nouvelle arche : Levon Waters
- 2000 : Le Secret du vol 353 : Préposé au gaz
- 2002 : Le Choix de l'amour : Micheal Yaeger
- 2002 : Une question de courage : Watkins Stock boy
- 2004 : Zolar : Dex
- 2007 : Le Regard d'une mère : Jordan Bates
- 2007 : La Force du pardon : Derek
- 2008 : Loin du Cœur : Zach
- 2009 : Spectacular! : Nils
- 2010 : Merlin et le Livre des Créatures : Lysanor
- 2010 : Le Pacte des Non-dits : Aaron
- 2011 : Iron Invader : Max
- 2011 : The Terror Beneath : Joe
- 2012 : Panique sur Seattle : Hudson
- 2012 : Duke : Matt
- 2013 : La Femme la plus recherchée d'Amérique : McCorkle
- 2013 : L'Ombre du harcèlement : Brian
- 2014 : Mariée avant le printemps : Austin Kirkwood
- 2015 : Des miracles en cadeau : Nathan
- 2015 : Trahie par le Passé : Karl Simms
- 2016 : Not with his Wife : Josh Boland
- 2016 : Petits Meurtres et Pâtisserie : Une Recette Mortelle  (Murder, She Baked: A Deadly Recipe) : Kevin Miller
- 2016 : Petits meurtres et confidences (Hailey Dean Mystery: Murder, with Love) : Aaron Stone
- 2016 : Vous avez un message : amis ou amants ? (Signed, Sealed, Delivered: Lost Without You) : Topper
- 2017 : Amoureux malgré eux ! (Moonlight in Vermont) de Mel Damski : Nate
- 2019 : Le coup de coeur de Noël (A Blue Ridge Mountain Christmas) de David Winning : Austin Boyle
- 2021 : Sweet Carolina : Jeff Wilder